# Lars Dinesen
Lars Dinesen, född 16 november 1838 i Kulby vid Slagelse, död 21 september 1915, var en dansk politiker. 
Dinesen, som var son till en hemmansägare, blev 1864 medlem av såväl riksrådets som av riksdagens folketing och hade till 1913 oavbrutet plats i det senare. Han hade länge stor betydelse, trots att han inte hade någon annan utbildning än en kortare vistelse på Nikolaj Frederik Severin Grundtvigs folkhögskola. Åren 1865–1894 var han medlem av finansutskottet och sedan 1872 av alla folketingets utskott rörande försvarsväsendets ordnande. 
I början av sin politiska bana tillhörde Dinesen Nationale Venstre och röstade 1866 mot grundlagsändringen. År 1870 anslöt han sig till Forenede Venstre, men bröt snart med detta parti och var därefter en av dess främsta motståndare. Till följd av detta tvingades han 1873 lämna den valkrets han dittills representerat och söka sig en annan. Under loppet av ett par år övergick han helt till Højre; han var en av partiets ivrigaste agitatorer (han höll bortåt 100 folkmöten om året) och blev 1881 en av dess ledare samt sekreterare i dess verkställande utskott. I gengäld valdes han till statsrevisor 1880–1901, då han avgick med pension, men avlägsnades å andra sidan 1885 från skytteföreningarnas överstyrelse, där han haft plats sedan 1871. Hans praktiska begåvning och politiska insikt gjorde det likväl klart för honom, att man måste komma ur det oregelmässiga tillstånd, som ministären Jacob Brønnum Scavenius Estrups provisorier framkallat, och han deltog livligt i de långa underhandlingar, som fördes mellan Højre och Moderate Venstre och slutligen ledde till den politiska förlikningen i april 1894 samt ministärens avgång. Dinesen såg sig likväl tvungen att året därpå lämna sin ställning som Højres sekreterare och intog sedermera en mellanställning. 
År 1896 bildade han en liten grupp i folketinget och var sålunda en förelöpare för bildandet av De Frikonservative i landstinget 1899. Hans personliga inflytande var likväl så stort, att folketingets höger 1901 ånyo invalde honom i finansutskottet. Han tillhörde folketinget till 1913 och utövade där intill det sista ett visst inflytande, trots att han stod nästan som en ensam man i tinget. Han var 1866 ledamot av den kommitté, som fått i uppdrag att utreda frågan om upprättandet av en ny Sorø Akademi, och 1892 av kommittén för offentliga byggnader i Köpenhamn samt erhöll 1895 plats i tull- och 1900 i skattekommissionen.

## Utmärkelser
- Riddare av Dannebrogorden,  1892[1]

[Redigera Wikidata]